# 얼티밋 파이팅 챔피언십
얼티밋 파이팅 챔피언십(영어: Ultimate Fighting Championship, UFC)은 미국을 기반으로 하는 종합격투기 단체로, 세계 1위 격투 단체로 인식되고 있다. 네바다주 라스베이거스에 본부를 두고 있으며, WME-IMG가 소유하여 운영하고 있다.
UFC는 브라질의 발리 투두에 바탕을 두어 여러 무술을 대변하는 격투가들 가운데서 세계에서 가장 강한 자를 찾는다는 컨셉으로 1993년 처음 개최되었다. 초기의 대회들은 아주 적은 규칙만을 가지고 있어서 잔인하고 폭력적인 면모로 잘 알려졌지만, 이후에 선수의 안전을 위한 규칙을 천천히 도입해나가기 시작했다. UFC는 무규칙 경기가 아닌 종합격투기로 인식을 전환했고, 체육위원회로부터의 인가와 케이블 채널들과의 계약을 통해 대중적인 스포츠로서 인기를 얻기 시작했다.
대한민국의 경우 SPOTV, SPOTV+에서 2013년부터 2022년까지 중계했으며, 현재는 TVING과 tvN SPORTS에서 중계하고 있다.

## 역사

### 기원

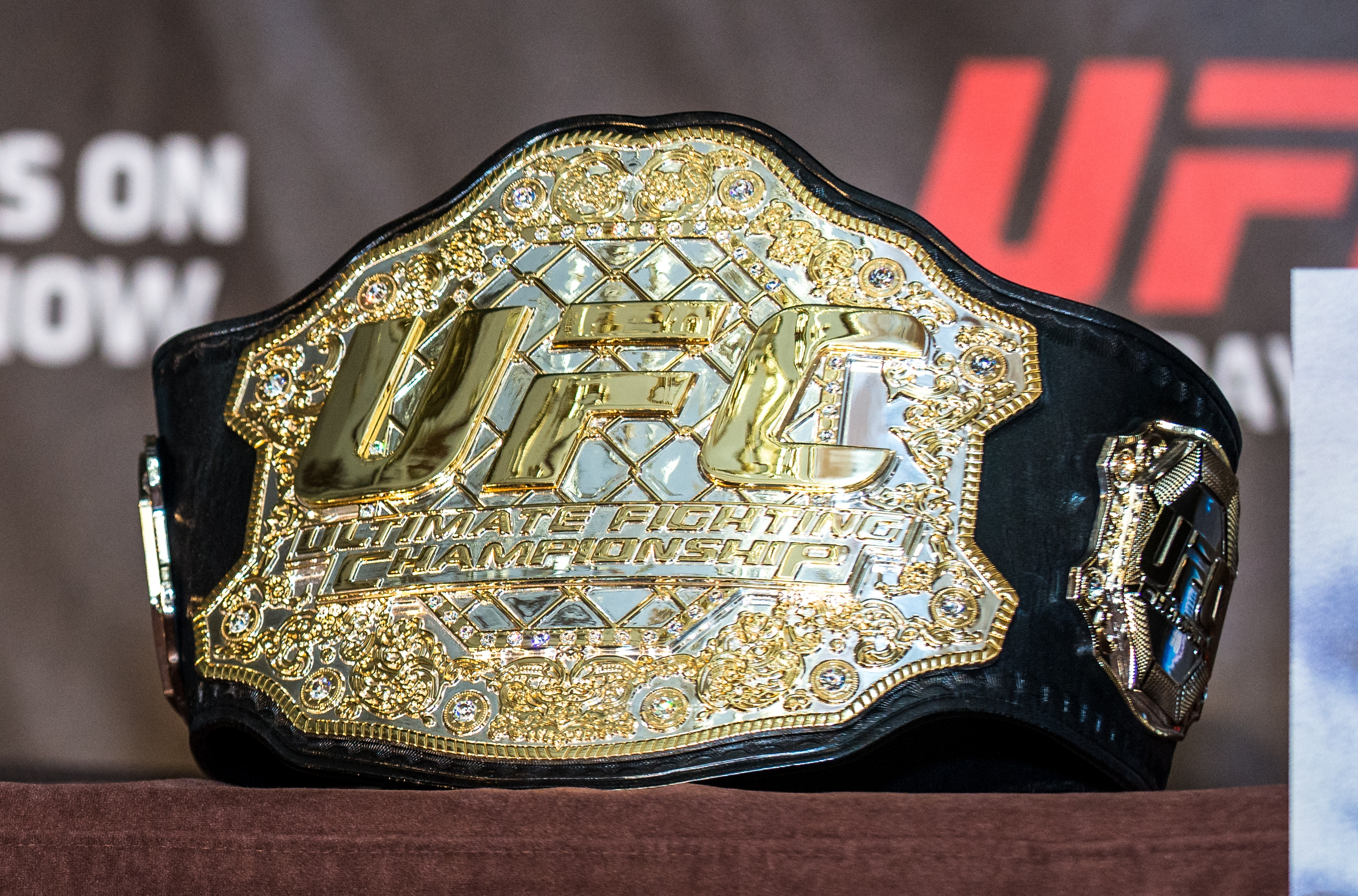
UFC 챔피언 벨트

세계 최고의 무술을 가리기 위한 토너먼트를 개최하는 것은 당시 사우스캐롤라이나주를 기반으로 광고계에서 활동하던 아트 데이비의 생각이었다. 데이비는 1991년 고객을 위해 무술에 관해 조사하던 중 호리온 그레이시를 만났다. 그레이시는 캘리포니아주 토랜스에서 브라질 유술 학교를 운영하고 있었고, 그레이시 가문은 브라질에서 열리는 (종합격투기의 전신이라 할 수 있는) 발리 투두 경기의 깊은 역사를 간직하고 있었다.
1992년 데이비는 그레이시의 학생이 된 뒤, 다른 무술의 대가들이 그레이시 유술에 당하는 모습을 담은 비디오인 〈Gracies in Action〉시리즈를 보게 된다. 그리고 그는 자신과 같은 유술 학생이자 영화감독인 존 밀리어스와 호리온 그레이시에게 8명이 참가하는 제거 방식의 토너먼트 개최를 제안했다. 이 당시 제안된 대회 이름은 ‘War of the Worlds’였다. 대회는 서로 다른 훈련 과정을 거친 무술가들이 서로를 대적해 무규칙 격투를 펼치고 어떤 무술이 최고인지 가리자는 것이었다. 데이비는 사업 계획을 세웠고 투자자를 모아 대회를 텔레비전에 방송하기 위해 와우 프로모션을 설립했다.
1993년, 와우 프로모션은 여러 페이퍼뷰 사업자들과 접촉했고, 세마포르 엔터테인먼트 그룹(SEG)을 파트너로 맞이했다. SEG는 지미 코너스와 마르티나 나브라틸로바의 혼성 테니스 경기 같은 별난 이벤트를 제작한 바도 있었다. 이때 SEG는 ‘얼티밋 파이팅 챔피언십’이란 이름을 고안해냈다.
두 회사는 1993년 11월 12일 콜로라도주 덴버의 맥니콜스 스포츠 아레나에서 첫 이벤트를 열었다. 데이비는 쇼의 부커 역할을 맡았다. 이벤트에는 두 명의 킥복서 패트릭 스미스와 케빈 로지어, 사바테 격투가 제랄드 고르듀, 가라데카 제인 프레이저, 슛파이터 켄 샴락, 스모 선수 테일라 툴리, 프로 복서 아트 짐머슨, 그리고 브라질 유술 검은 띠인 호이스 그레이시(호리온의 동생으로 그가 직접 가문을 대표하는 선수로 뽑았다)가 출전했다. 대회의 결과로 호이스 그레이시가 UFC의 첫 왕좌를 차지했고, 방송은 86,592 명의 페이퍼뷰 구매자를 기록하며 성공을 거두었다. 그렇게 이벤트가 이어지고 1995년 4월, 노스캐롤라이나주 샬럿에서 열린 UFC 5가 끝난 뒤 데이비와 그레이시는 그 프랜차이즈를 SEG에게 팔았고 와우 프로모션을 해체했다. 데이비는 1997년까지 SEG와 함께 쇼의 부커이자 경기 주선자, 얼티밋 파이팅 위원으로 활동했다.
당시 이벤트가 표방한 것은 “레슬러가 복서를 이길 수 있을까?”하는 팬들의 의문을 풀어주는 것이었다. 당시의 무술들이 흔히 그랬듯이 격투가들은 보통 하나의 무술만을 훈련하고 있었고, 다른 기술을 가진 상대에 대한 경험은 적었다. 예를 들어, 키모 레오폴도는 태권도 ‘검은 띠 3단’으로 UFC 3에 출전했지만, 키모의 격투는 프리스타일에 가까웠고 어떤 성적도 올리지 못 했다.
또한 당시의 UFC는 체급 제한이 없어서, 격투가들은 종종 자신보다 현저하게 크거나 작은 상대와 맞붙어야 했다. 예를 들어, 키스 해크니는 UFC 3에서 9 인치(22 센티미터)와 400 파운드(180 킬로그램)의 차이를 안고 엠마누엘 야보로우와 싸워야 했다. 많은 무술가들이 기술로 크기의 불리함을 극복할 수 있다고 믿었고, 노련한 격투가들은 상대의 크기와 힘을 이용하여 큰 상대에 대항했다. 실제로 170 파운드(77 킬로그램)의 호이스 그레이시가 UFC의 첫 네 개 이벤트 중 세 개 대회에서 우승하면서 크기가 항상 결과를 결정하지는 않는다는 것을 입증했다.
“규칙은 없다! (There are no rules!)”는 것이 UFC의 표어였지만, 깨물기나 눈 찌르기 등을 제한하는 규칙은 있었다(하지만 그렇다고 해서 경기도중 깨물기나 눈 찌르기같은 반칙공격이 나왔어도 딱히 제지사항을 두지는 않았다.). 하지만 머리카락을 잡아당길 수 있었고 박치기와 성기 가격 기술도 허용되어 있었다. UFC 4의 제이슨 파이른과 가이 메츠거의 경기에서는 둘 모두 포니테일을 하고 있었기 때문에 서로 머리카락을 잡아당기지 않기로 합의하기도 했다. 또한 같은 이벤트의 키스 해크니와 조 손의 경기에서는 조 손이 그라운드 상태에 있을 때 해크니가 연속적인 성기 가격을 범하기도 했다. 초기의 UFC는 극단적이고 폭력적인 스포츠라는 성격을 지니고 있었고, UFC 5를 방송하기에 앞서서는 스스로 시청자들에게 폭력성에 대한 경고를 보내기도 했다.

### 논란과 개혁
UFC는 그 탄생과 함께 페이퍼뷰(Pay per view)와 홈 비디오에서 성공을 거두었고, 비록 모두 호의적이지는 않았지만 언론에서도 대대적으로 다루어졌다. 이 관심은 권력층의 주목을 끌었고 미국의 몇 개 주에서는 UFC 이벤트가 금지되기도 했다. 1996년 상원의원 존 맥케인은 얼티밋 파이팅을 추방하자는 캠페인을 이끌었고 그것을 ‘인간 닭싸움 (human cockfighting)’으로 부르며 미국 15개 주의 주지사에게 대회를 추방할 것을 청하는 편지를 보냈다. 결과적으로 UFC는 페이퍼뷰 판매처인 Viewer's Choice와 케이블 배급이 중단되었다. 36개 주가 ‘무규칙’ 경기를 금지하는 법률을 제정했고, 뉴욕주에서는 UFC 8가 치러지기 하루 전에 법률이 제정되어 UFC는 이벤트 직전에 푸에르토리코로 장소를 옮겨야 했다. UFC는 다이렉트TV 페이퍼뷰를 통해 방송을 이어갔지만, 거대 케이블 페이퍼뷰 시절보다 구매자가 줄어들었다.
UFC는 비판에 대한 반응으로 주 체육 위원회들과의 협력관계를 늘리고, 타격과 그래플링이 공존하는 요소는 유지하면서 비위에 거슬리는 요소는 제거하는 규칙을 짜기 시작했다. 체급은 UFC 12부터 도입되었고, UFC 14에서는 쓰러진 상대에 대한 발차기, 머리카락 잡아당기기, 성기 가격을 금지하고 글러브 착용을 강제했다. UFC 15에서는 타격 가능한 영역에 제한을 두어 후두부 가격이나 박치기, 작은 관절에 대한 기술이 금지되었다. UFC 21에서는 5분의 라운드제가 도입되며, UFC는 점차 스스로를 구경거리보다는 스포츠로서의 인상을 주려고 했다.
UFC가 주 체육 위원회와 협력을 이어가는 사이, 이벤트는 아이오와, 미시시피, 루이지애나, 와이오밍, 앨라배마 등의 작은 시장에서 계속 이어졌고, SEG는 UFC 23부터 UFC 29까지의 홈 비디오를 발매하지 못 했다. 그러던 2000년 9월 30일, 뉴저지주에서는 처음으로 미국 정부의 인가를 받은 종합격투기 이벤트인 인터내셔널 파이팅 챔피언십이 열렸다. 그로부터 두 달 뒤 UFC는 처음으로 인가받은 이벤트인 UFC 28을 뉴저지주 체육 감독 위원회의 ‘통합 규칙’아래 치렀다. 이후 맥클레인의 대변인은 변화된 규칙에 대해 “그는 변화를 아주 반가워 한다”고 언급했다.

### 주파의 인수
인가를 받기 위한 싸움이 끝나자 파산의 위기가 찾아왔다. 스테이션 카지노의 부호 퍼티타 형제(프랭크 퍼티타,로렌조 퍼티타)가 2001년 UFC를 인수하기 위해 SEG에 접촉해왔다. 2001년 1월 로렌조 퍼티타는 2백만 달러에 UFC를 인수했고 UFC를 관리하기 위한 모회사로 주파 유한 회사를 만들었다. 그와 함께 네바다주 체육 위원회(로렌조 퍼티타는 전 위원회 멤버였다)로부터 네바다 주에서의 인가를 받을 수 있었고 친구이자 복싱 에어로빅 강사였던 데이나 화이트를 대표로 임명했다. UFC 33에서 UFC는 페이퍼뷰 케이블 텔레비전으로 복귀하게 된다.
주파의 인수 뒤에 UFC는 효과적인 광고와 스폰서, 페이퍼뷰로의 귀환, 홈 비디오와 DVD 발매를 통해 느리지만 확실하게 인기를 늘려나가기 시작했다. 트럼프 타지 마할과 MGM 그랜드 가든 아레나 같은 카지노에서 이벤트를 치르며 페이퍼뷰 수입은 정치적 논란이 있기 전인 1996년 이전 수준으로 돌아갔다. UFC는 폭스 스포츠 넷(FSN)과 방송 계약을 하며 《The Best Damn Sports Show Period》를 통해 2002년 6월 UFC 37.5를 방송하며 미국 케이블 텔레비전 사상 처음으로 종합격투기 경기가 방송을 타게 되었다. 이후, FSN은 UFC 이벤트의 하이라이트 보여주는 한 시간 짜리 쇼를 방송했다. 티토 오티즈와 UFC 챔피언 켄 샴락과의 경기를 필두로 한 UFC 40에서는 페이퍼뷰 시청자가 15만명을 돌파했다. UFC가 정치적 논란에 빠졌던 1997년 이래 최고의 기록이었다. 그럼에도 불구하고 UFC는 여전히 재정적으로 적자였다. 주파는 UFC를 인수한 뒤부터 2004년까지 3400만 달러의 큰 손해를 보았고
로렌조 퍼티타는 UFC의 매각을 놓고 고민하게 된다.

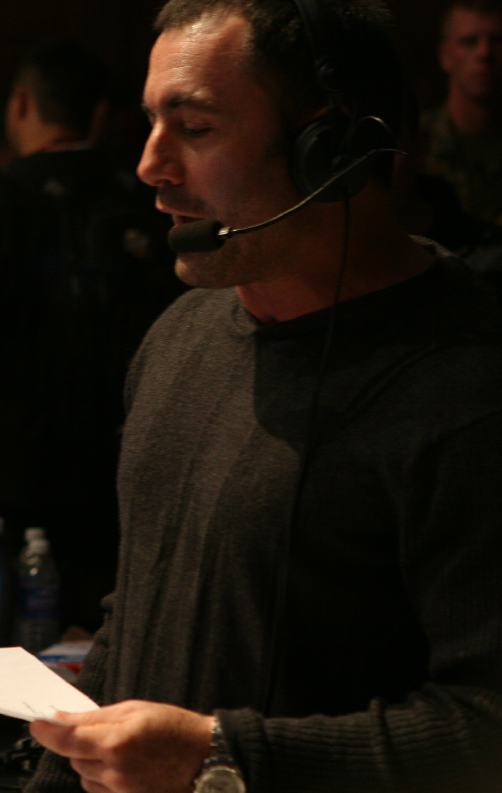
코미디언 조 로건이 UFC 파이트 나이트 7에서 방송을 하고 있다.

### 주류로의 진출
2004년 리얼리티 쇼인 《아메리칸 카지노》 시리즈가 방송된 뒤, 로렌조 퍼티타는 TV시리즈가 홍보 수단으로 효과가 있음을 보게 되었고, UFC만의 리얼리티 시리즈를 전개하기로 결정했다. 그 이름은 《디 얼티밋 파이터》로 유망한 종합격투가들을 경쟁하게 하고 종합격투기 경기를 통해 한 명씩 제거된다는 컨셉이었고, 처음에 여러 방송사에 제안을 했지만 거절당했다. 이후 1000만 달러의 제작비를 스스로 부담하겠다는 제안과 함께 스파이크 TV와 접촉했고, 스파이크 TV는 《WWE 로우》를 방영했던 시간에 시리즈를 방영해 성공을 거두었다. 《디 얼티밋 파이터》의 두 번째 시즌은 2005년 8월에 방영되었고, 2006년에는 두 개의 시즌이 더 모습을 드러냈다. 스파이크 TV와 UFC는 2007년과 2008년에도 시리즈를 전개할 계획을 발표했다.
《디 얼티밋 파이터》의 성공에 이어, 스파이크 TV는 이전의 대전에서 선별한 경기를 방영하는 한시간 짜리 주간 쇼를 방영했다. 또한 2005년 8월에 첫 등장한 격투 이벤트 시리즈인 《UFC 파이트 나이트》를 생중계하고, 앞으로 방영할 UFC 페이퍼뷰를 홍보하기 위한 카운트다운 특집을 비롯 UFC와 그 선수들을 홍보하고 등장시키는 여러 시리즈와 특집을 제작해 방영했다.
늘어난 방송 노출로 인해 UFC의 페이퍼뷰 수입은 폭발했다. UFC 52는 《디 얼티밋 파이터》의 첫 시즌이 끝난 뒤 열린 첫 이벤트로 28만의 페이퍼뷰 시청자를 모았다. 《디 얼티밋 파이터》의 두 번째 시즌에 이어, UFC가 가장 크게 선전한 랜디 커투어와 척 리델 간의 경기가 UFC 57에서 치러지며 41만의 페이퍼뷰 기록을 그렸다. 이후 UFC 60은 62만, 디 얼티밋 파이터 시즌 3의 코치들인 켄 샴락과 티토 오티즈의 두 번째 경기를 치른 UFC 61은 77만 5천의 구매자 수를 기록했다. 티토 오티즈와 척 리델의 경기를 치른 UFC 66은 105만으로 UFC와 종합격투기 사상 최고의 페이퍼뷰 구매자 기록을 세웠다. UFC의 2006년 수익은 222,766,000 달러를 기록하며, WWE와 복싱 이벤트의 기록을 넘어서 한 해의 기록으로는 페이퍼뷰 업계 최고의 기록을 세웠다.
2007년 2월을 기준으로 UFC는 세계 36개 국가에 방영되고 있고, 캐나다와 영국에서 지속적으로 이벤트를 개최하고 있다. 영국에는 별도의 사무실을 두어 유럽에서도 시장을 확장하려 한다. UFC는 2007년 5월 스포츠 일러스트레이티드와 ESPN 더 매거진의 표지를 장식했다.
2006년 3월에는 UFC는 전 네바다주 체육 위원회의 위원장이었던 마크 레이트너를 부사장으로 영입했다. 레이트너는 한 때 상원의원 존 맥클레인의 종합격투기 반대 캠페인에 동참했었고 미국 내에서 인가받은 종합격투기의 출현에 공헌한 사람이기도 하다. 레이트너의 존재는 UFC의 언론 인지도를 높이고 미국 내외에 종합격투기를 인가하지 않은 곳에서 종합격투기를 합법화하는 데 도움을 주고 있다.
2005년《디 얼티밋 파이터》와 더불어 로렌조 퍼티타는 간접적인 지원에서 직접적인 경영으로 참여폭을 확대했고 2008년에는 UFC 경영에 전념하기 위해서 스테이션 카지노 대표직을 사임한다. 이후 재정적,전략적,전문적인 업무는 본인이 담당하고 마케팅,영업,대변인 등의 업무는 데이나 화이트가 담당하는 등 역할을 명확히 구분하여 좀더 체계적이고 진일보한 경영을 시작한다.

### 타 단체와의 인수 또는 합병
2007년 3월 27일에는 로렌조 퍼티타가 쇠퇴중인 일류 단체 프라이드 FC를 인수함이 발표되었다. 그러나 프라이드FC는 퍼티타 형제에 인수된 이후 한차례의 대회도(프라이드34는 인수전에 예정되었다.)열지 않았다. 이후 프라이드FC는 완전히 소멸되었으며 선수들은 UFC에 흡수되었다.
2010년 12월에는 자매단체 WEC와 합병을 하게 되었고, 2011년 3월 12일 스트라이크포스를 인수하면서 양 단체는 라이벌 관계가 아닌 자매관계가 되었다. 주파사로 소유권이 넘어간 이후에도 대회를 개최해오다
2013년 1월 스트라이크포스는 소멸되었고 선수들은 UFC에 흡수되었다.
스트라이크포스 인수 이후 더 이상의 단체 인수는 하지 않고 있으며 타 단체의 선수 영입만을 하고있다.

### WME-IMG의 인수
2016년 7월 미국의 거대 스포츠-엔터테인먼트 회사인 WME-IMG로 UFC의 소유권이 이동되었다.

### 프로레슬러 출신 선수
UFC 81에서 WWE 슈퍼스타 브록 레스너가 데뷔하여 프랭크 미어와 대결을 치렀다. 결과는 프랭크 미어가 서브미션으로 승리를 거둬 패배로 당했고 UFC 141에서 알리스타 오브레임과 대결을 치뤘으나 결국 패배를 당하고 UFC를 떠났다. (하지만 경기이후 알리스타 오브레임이 금지약물을 복용한 것이 밝혀졌다.) 5년 후, 그는 UFC 200에서 복귀하여 마크 헌트를 이겨 승리를 거두었다.(하지만 이후에는 도리어 브록 레스너가 금지약물 복용으로 도핑에 적발되어 결국 두 선수의 경기결과가 모두 무효 처리되었다.) 두 번째 프로레슬러 파이터는 WWE 전 슈퍼스타 CM 펑크이다. 그는 2014년에 WWE를 떠나 UFC 203에서 데뷔하여 미키 갈과 대결을 치렀으나 결과는 1라운드 만에 리어 네이키드 초크로 인한 서브미션 패배로 허무하게 끝났다. 그는 UFC 225에 다시 출연해 마이크 잭슨과 대결을 치뤘지만 또 패배를 당했다. 명예의 전당에 헌액된 켄 샴락은 WWE 프로레슬러로 활동을 한 적이 있다.

## 규칙
현재 UFC의 규칙은 뉴저지주 체육 감독 위원회가 확립한 ‘종합격투기 통합 규정’에 기반을 두고 네바다주 체육 위원회와 함께 만들었다.

### 라운드
UFC 경기의 모든 라운드는 5분간 지속된다. 타이틀이 걸린 경기나 타이틀 경기는 아니더라도 마지막에 열리는 메인이벤트 경기는 다섯 라운드, 그렇지 않은 경기는 세 라운드를 가진다. 라운드 사이에는 1분의 휴식기가 있다.

### 체급 분류
현재 UFC는 아홉 개 체급을 사용하고 있다.
- 스트로급: ~ 115 파운드 (~52.2 kg)
- 플라이급: 116 ~ 125 파운드 (~56.8 kg)
- 밴텀급: 126 ~ 135 파운드 (~61.2 kg)
- 페더급: 136 ~ 145 파운드 (~65.8 kg)
- 라이트급: 146 ~ 155 파운드 (~ 70.3 kg)
- 웰터급: 156 ~ 170 파운드 (~ 77.1 kg)
- 미들급: 171 ~ 185 파운드 (~ 83.9 kg)
- 라이트헤비급: 186 ~ 205 파운드 (~ 93.0 kg)
- 헤비급: 206 ~ 265 파운드 (~ 120.2 kg)

그 외에 종합격투기 통합 규정에는 265 파운드 이상(무제한)의 수퍼헤비급이 있지만 UFC에서는 사용하지 않는다.

### 복장
모든 선수는 반드시 승인된 반바지를 착용해야 하며 상의나 도복, 긴 바지는 착용하지 않는다. 여자 선수는 배꼽이 드러나는 상의를 착용한다. 1990년대에는 상의나 도복, 긴 바지는 허용될 수 있었으나 2000년대부터 더 이상 상의나 도복, 긴 바지를 착용 금지하고 있다. 반드시 승인된 가벼운 글러브 (110 ~ 170 그램)로 손가락을 쥘 수 있어야 한다. 그런 글러브는 손이 부러지거나 부상을 입는 위험 없이 펀치의 파괴력을 발휘할 수 있고, 상대를 잡거나 그래플링 상태에서 기술을 걸기도 용이하다. 발에는 신발을 신지 않는다. 단 킥복싱, 무에타이에서 사용되는 발목 보호대나 테이핑은 발 전체를 감싸지 않는 범위에서 허용한다.

### 철창

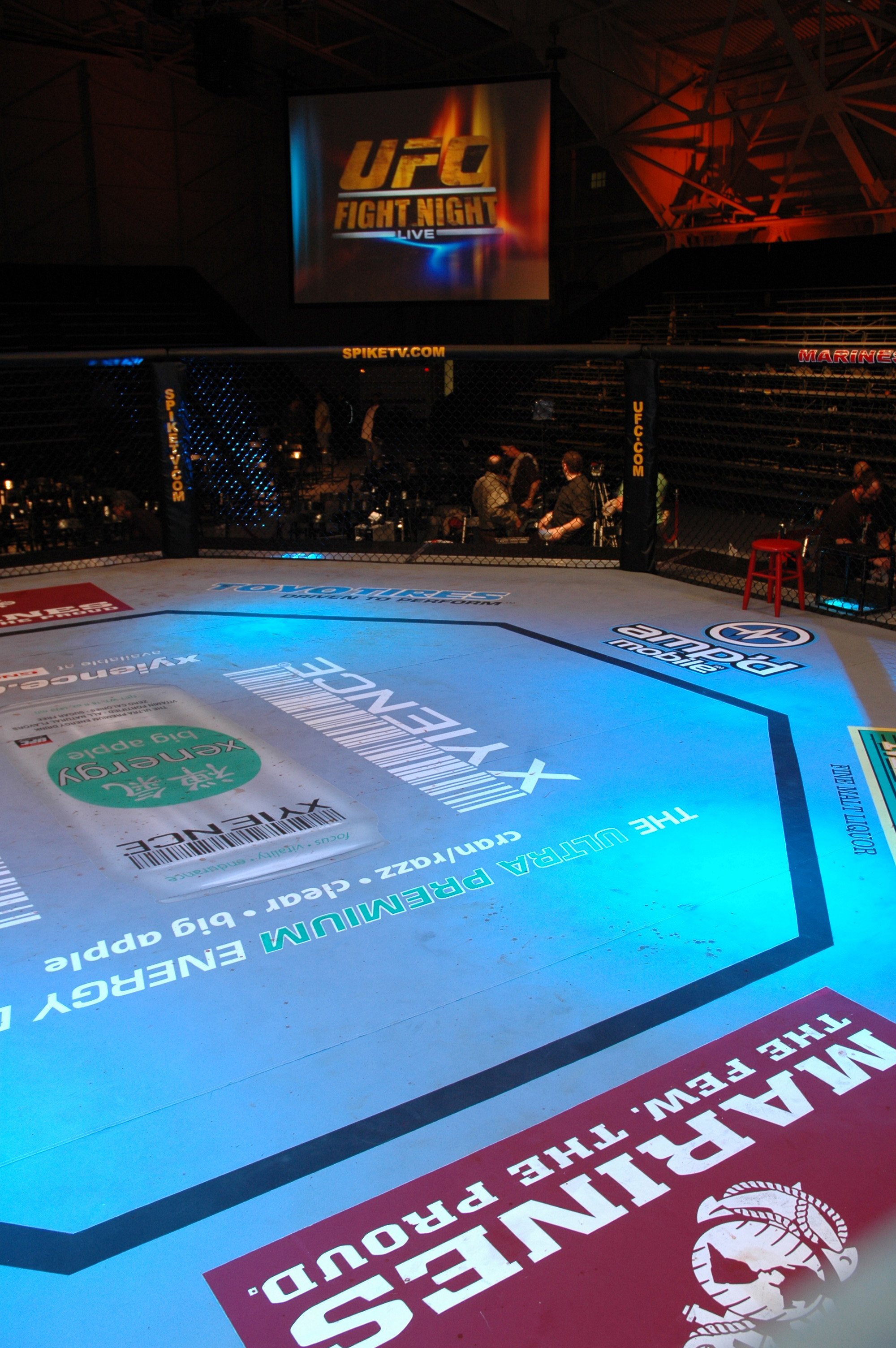
옥타곤의 모습.

철창으로 둘러싸인 팔각형의 옥타곤을 경기 장소로 사용한다. 원래 SEG는 다른 종합격투기 이벤트가 같은 형태의 철창을 사용하지 못 하도록 옥타곤을 상표로 등록했지만, 2001년 주파는 다른 단체에서도 옥타곤 철창을 사용할 수 있게 했다. (옥타곤이란 이름은 사용하지 않는다.) 종합격투기라는 신생 스포츠가 지속적으로 공인을 얻기 위해서는 획일성이 필요하기 때문이었다.
철창은 여덟 개의 면으로 이루어진 구조물로 지면으로부터 1.2 미터 높은 연단 위에 세워진다. 직경은 11.5 미터이고 점에서 점까지 9 미터의 공간이 있다. 철창의 벽은 검은 비닐로 덮인 철장으로 이루어졌고 1.83 미터의 높이를 가지고 있다. 벽 상단과 여덟 개 구획 사이마다 발포제를 채워넣었다. 또한 두 개의 입출구가 정면으로 마주하고 서 있다.
매트에는 스폰서의 로고와 그림이 칠해져 있으며 이벤트마다 변경된다.

### 경기 결과
경기는 일반적으로 다음과 같은 조건으로 끝난다.
- 서브미션: 선수가 매트나 상대의 몸을 세 번 이상 손바닥으로 두드리거나 구두로 항복을 선언.
- 녹아웃: 선수가 정당한 타격으로 쓰러져서 의식이 없거나 즉시 경기를 지속할 수 없음.
- 테크니컬 녹아웃: 심판이 선수가 경기를 더 진행할 수 없다고 결정하는 경우로 다음 세 가지로 분류된다.
  - 심판에 의한 중단: 심판이 선수가 자신을 방어할 수 없다고 판단해 경기를 중단. 또는 선수에게 그의 위치나 방어를 개선할 것을 경고했는데 대답이 없을 경우(보통 두 번의 경고가 약 5초 간격으로 주어짐).
  - 의사에 의한 중단: 과도한 출혈이나 물리적 부상으로 선수가 더 이상 경기를 하는 것이 안전하지 않다고 판단해 의사가 경기를 중단할 경우.
  - 코너에 의한 중단: 선수의 세컨드가 타월을 던져 패배를 알릴 경우.
- 심판 판정: 점수에 따라 판정이 나뉜다.
  - 전원일치 판정 (세 명의 모든 심판이 한 선수의 승리를 기록)
  - 스플릿 판정 (두 심판이 한 선수의 승리를 기록하고 다른 심판은 다른 선수의 승리를 기록)
  - 다수 판정 (두 심판이 한 선수의 승리를 기록하고 다른 심판은 무승부 판정)
  - 전원일치 무승부 (세 명의 모든 심판이 무승부를 기록)
  - 스플릿 무승부 (각 선수들의 총점이 동일)

또한 실격이나 몰수패, 무효 경기로 끝날 수도 있다.

### 판정 기준
UFC의 판정은 10포인트 머스트 시스템을 이용한다. 세 명의 심판이 각 라운드 별로 승자를 가려 10점을 주고 패자는 9점 이하를 준다. 만약 동일한 수준의 경기를 펼쳤다면 그 라운드는 두 선수 모두 다 10점을 준다. 뉴저지 주에서 선수가 받을 수 있는 최소 점수는 7점이고, 다른 주에서는 8점 미만을 받은 선수가 없다.

### 반칙
네바다주 체육 위원회는 다음을 반칙 행위로 규정하고 있다.
1. 박치기.
2. 모든 종류의 눈 찌르기.
3. 물어 뜯기.
4. 머리카락 잡아당기기.
5. 입, 코 등 구멍에 손가락을 넣는 행위.
6. 로블로, 모든 종류의 성기 가격.
7. 찢어진 상처에 손가락을 넣는 행위.
8. 작은 관절에 대한 기술.
9. 척추나 후두부의 가격. (래빗 펀치)
10. 팔꿈치를 이용해 수직으로 찍어내리는 공격. (팔꿈치 (타격))
11. 모든 종류의 목구멍 가격, 한도를 넘은 목 조르기.
12. 살을 할퀴거나 꼬집고 비트는 행위.
13. 쇄골을 잡는 행위.
14. 사커 킥, 그라운드 상태에 있는 상대의 머리를 차는 행위.
15. 그라운드 상태에 있는 상대의 머리를 무릎으로 가격하는 행위.
16. 스탬핑 킥, 그라운드 상태의 상대를 발로 밟는 행위. (핸드 스탬핑도 포함.)
17. 상대의 허리를 발뒤꿈치로 차는 행위.
18. 상대의 머리나 목을 캔버스에 내리꽂는 행위. (파일드라이버)
19. 상대를 링이나 펜스 밖으로 던지는 행위.
20. 상대의 바지나 글러브를 잡는 행위.
21. 상대에게 침이나 기타 분비물을 뱉거나 뿌리는 행위.
22. 상대의 부상을 유발시키는 스포츠맨답지 않은 행위.
23. 철장이나 펜스를 잡는 행위.
24. 펜스안에서 상대에게 과도한 도발과 욕설의 사용.
25. 휴식 시간에 상대를 공격하는 행위.
26. 심판의 보호를 받고 있는 상대를 공격하는 행위.
27. 벨(혹은 버저) 소리가 라운드 종료를 알린 뒤 상대를 공격하는 행위.
28. 심판의 지시를 악의,고의적으로 무시하는 행위.
29. 한도를 넘을 정도로 상대와의 접촉을 피하거나 고의적으로 끊임없이 마우스피스를 뱉거나 부상을 가장하는 행위.
30. 코너에서의 방해.
31. 경기 도중에 타월을 던지는 행위.
32. 무기를 사용하는 행위.
33. 심판을 공격하는 행위.
34. 선수가 링이나 펜스 밖으로 나가는 행위.

반칙이 선언되면, 심판의 재량으로 선수의 점수를 1점 이상 감소시킬 수 있다. 반칙으로 인해 선수가 경기를 지속할 수 없을 경우, 반칙이 고의적이었을 경우 실격으로, 고의가 아닐 경우 무효 경기로 끝난다. 만약 반칙 때문에 선수가 나머지 싸움을 지속할 수 없다면, 부상당한 선수가 점수에서 앞서고 있었을 경우 인위적 판정으로 승리하고, 아니라면 인위적 무승부 판정을 낸다.

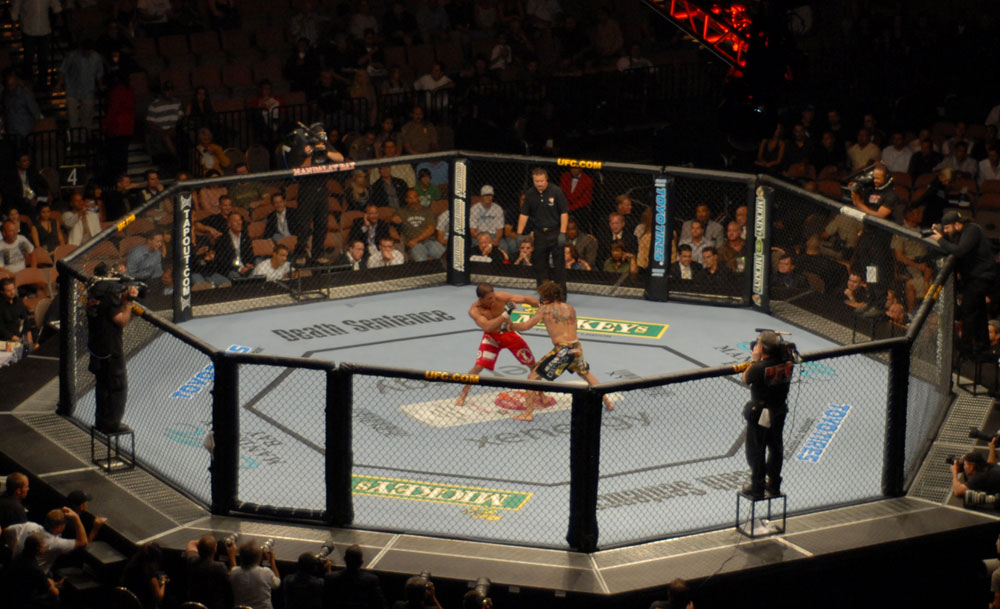
UFC 74의 경기 모습.

### 경기 운영
- 심판은 선수들이 그라운드에서 교착 상태(양쪽 모두 지배적인 포지션 혹은 무언가를 하려 하는 상태가 아닐 경우)에 빠져있을 경우 구두 경고 뒤에 멈춰 세울 권한을 가지고 있다. 이 규칙은 네바다 주에서 명문화되어 있다.
- 심판이 경기를 중지하면, 경기는 선수들이 이전에 취했던 포지션으로 다시 시작된다.
- 철장을 잡는 행위는 심판이 구두 경고를 주며 쥔 손을 놓게 한다. 만약 손을 놓게 하지 못 하거나 선수가 계속 철장을 잡을 경우 심판은 반칙을 선언할 수 있다.

## UFC 현역 챔피언 (2025년 6월 기준)

### 남자 부문
| 체급          | 선수 이름             | 챔피언 등극일 | 방어 횟수 | 비고                                                      |
| ------------- | --------------------- | ------------- | --------- | --------------------------------------------------------- |
| 헤비급        | 존 존스               | 2023‑03‑04    | 1         | UFC 285에서 시릴 가네에게 승리 후 타이틀 획득             |
| 인터림 헤비급 | 톰 아스피날           | 2023‑11‑11    | 1         | 존 존스 부상 공백 중 세르게이 파블로비치 이겨 타이틀 획득 |
| 라이트헤비급  | 마고메드 안칼라예프   | 2025‑03‑08    | 0         | UFC 313에서 알렉스 페레이라에게 판정 승리                 |
| 미들급        | 드리커스 두 플레시스  | 2024‑01‑20    | 2         | UFC 297에서 션 스트릭랜드 이김; 이후 2차 방어             |
| 웰터급        | 잭 델라 마델레나      | 2025‑05‑10    | 0         | UFC 315에서 벨랄 무하마드 상대로 유니어너스 판정승        |
| 라이트급      | 이슬람 마카체프       | 2022‑10‑22    | 4         | UFC 280에서 찰스 올리베이라 KO 후 타이틀 획득             |
| 페더급        | 알렉산더 볼카노프스키 | 2025‑04‑12    | 0         | UFC 314에서 디에고 로페스에게 판정승                      |
| 밴텀급        | 메랍 드발리쉬빌리     | 2024‑09‑14    | 2         | UFC 306에서 션 오멀리 KO승 및 2회 방어                    |
| 플라이급      | 알렉산드레 판토자     | 2023‑07‑08    | 3         | UFC 290에서 브랜든 모레노 상대로 우세 판정 이김           |

### 여자 부문
| 체급       | 선수 이름         | 챔피언 등극일 | 방어 횟수 | 비고                                         |
| ---------- | ----------------- | ------------- | --------- | -------------------------------------------- |
| 밴텀급     | 케이라 해리슨     | 2025‑06‑07    | 0         | UFC 316에서 줄리아나 페냐에 김우라 초크승    |
| 플라이급   | 발렌티나 셰브첸코 | 2024‑09‑14    | 1         | UFC 306에서 알렉사 그라소 상대로 판정 승     |
| 스트로우급 | 장웨일리          | 2022‑11‑12    | 3         | UFC 281에서 칼라 에스파자 상대로 서브미션 승 |

## 명예의 전당
| 선수               | 헌액된 날짜      | MMA 전적         | 비고                                                                                                  |
| ------------------ | ---------------- | ---------------- | --- |
| 호이스 그레이시    | 2003년 11월 21일 | 19전 14승 2패    | UFC 토너먼트 우승 3회 (UFC 1, 2, 4), UFC 토너먼트 4강 (UFC 3), 주짓수 검은띠                          |
| 켄 샴락            | 2003년 11월 21일 | 45전 28승 15패   | UFC 슈퍼페더급 초대 챔피언                                                                            |
| 단 서번            | 2005년 4월 16일  | 127전 101승 19패 | UFC 슈퍼페더급 챔피언 1회, UFC 토너먼트 우승 1회 (UFC 5), UFC 토너먼트 준우승 1회 (UFC 4)             |
| 랜디 커투어        | 2006년 6월 24일  | 30전 19승 11패   | UFC 헤비급 챔피언 3회, UFC 라이트헤비급 챔피언 2회, UFC 헤비급 토너먼트 우승 1회 (UFC 13)             |
| 마크 콜먼          | 2008년 3월 1일   | 26전 16승 10패   | UFC 헤비급 챔피언 1회, UFC 토너먼트 우승 2회 (UFC 10, 11)                                             |
| 척 리델            | 2009년 7월 11일  | 29전 21승 8패    | UFC 라이트헤비급 챔피언 1회, 가레테 검은띠                                                            |
| 찰스 루이스 주니어 | 2009년 7월 11일  |                  | UFC 파이터가 아닌 사람(프로모터) 최초 명예전당 헌액됨.                                                |
| 맷 휴즈            | 2010년 3월 29일  | 54전 45승 9패    | UFC 웰터급 챔피언 2회                                                                                 |
| 티토 오티즈        | 2012년 7월 7일   | 28전 16승 11패   | UFC 라이트헤비급 챔피언 1회, UFC 라이트헤비급 준우승 1회 (UFC 13), 현역 선수로 활동중.                |
| 포레스트 그리핀    | 2013년 7월 6일   | 26전 19승 7패    | UFC 라이트헤비급 챔피언 1회, UFC 라이트헤비급 토너먼트 우승 1회 (얼티밋 파이터 시즌 1), 주짓수 검은띠 |
| 스테판 보너        | 2013년 7월 6일   | 23전 15승 8패    | UFC 라이트헤비급 토너먼트 준우승 1회 (얼티밋 파이터 시즌 1), 태권도, 주짓수 검은띠                    |

## 다른 매체

### 음악
- 《UFC: 얼티밋 비트 다운, Vol. 1》, UFC에 사용되거나 영감을 받은 음악들을 수록한 앨범.

### 비디오게임
- 《얼티밋 파이팅 챔피언십》
- 《얼티밋 파이팅 챔피언십: 탭아웃》
- 《얼티밋 파이팅 챔피언십: 쓰로우다운》
- 《얼티밋 파이팅 챔피언십: 탭아웃 2》
- 《얼티밋 파이팅 챔피언십: 서든 임팩트》

2007년 1월, 주파와 게임 개발사/발행사인 THQ는 전 세계에서 UFC 브랜드를 이용한 타이틀을 개발할 수 있도록 한 라이선스 계약을 발표했다. 계약은 THQ에게 모든 콘솔과 PC, 휴대용 게임 플랫폼으로 개발할 수 있는 독점적인 권한을 주었다. 계약은 2011년에 만기된다.
2012년에는 EA로 넘겨져 독점 라이센스를 보유하여 EA 스포츠 UFC를 EA 캐나다에서 개발하였다.

## 같이 보기
- UFC 대회 목록